# Green Zone
Green Zone är en amerikansk dramathriller i krigsmiljö från 2010 i regi av Paul Greengrass. I huvudrollen ses Matt Damon. Filmen handlar om hur USA fabricerade falska bevis för atomvapen i Irak, så att amerikanska soldater kunde sändas in för att ta fast Saddam Hussein.

## Rollista
| Matt Damon       | – Offiser Roy Miller |
| Brendan Gleeson  | – Martin Brown       |
| Greg Kinnear     | – Clark Poundstone   |
| Amy Ryan         | – Lawrie Dayne       |
| Khalid Abdalla   | – Freddy             |
| Jigal Naor       | – General Al-Rawi    |
| Jason Isaacs     | – Major Briggs       |
| Nicoye Banks     | – Perry              |
| Martin McDougall | – Mr. Sheen          |
| Antoni Corone    | – Överste            |